# Melaleuca aestuosa
Melaleuca aestuosa là một loài thực vật có hoa trong Họ Đào kim nương. Loài này được G.Forst. mô tả khoa học đầu tiên năm 1786.